# Eldorádó

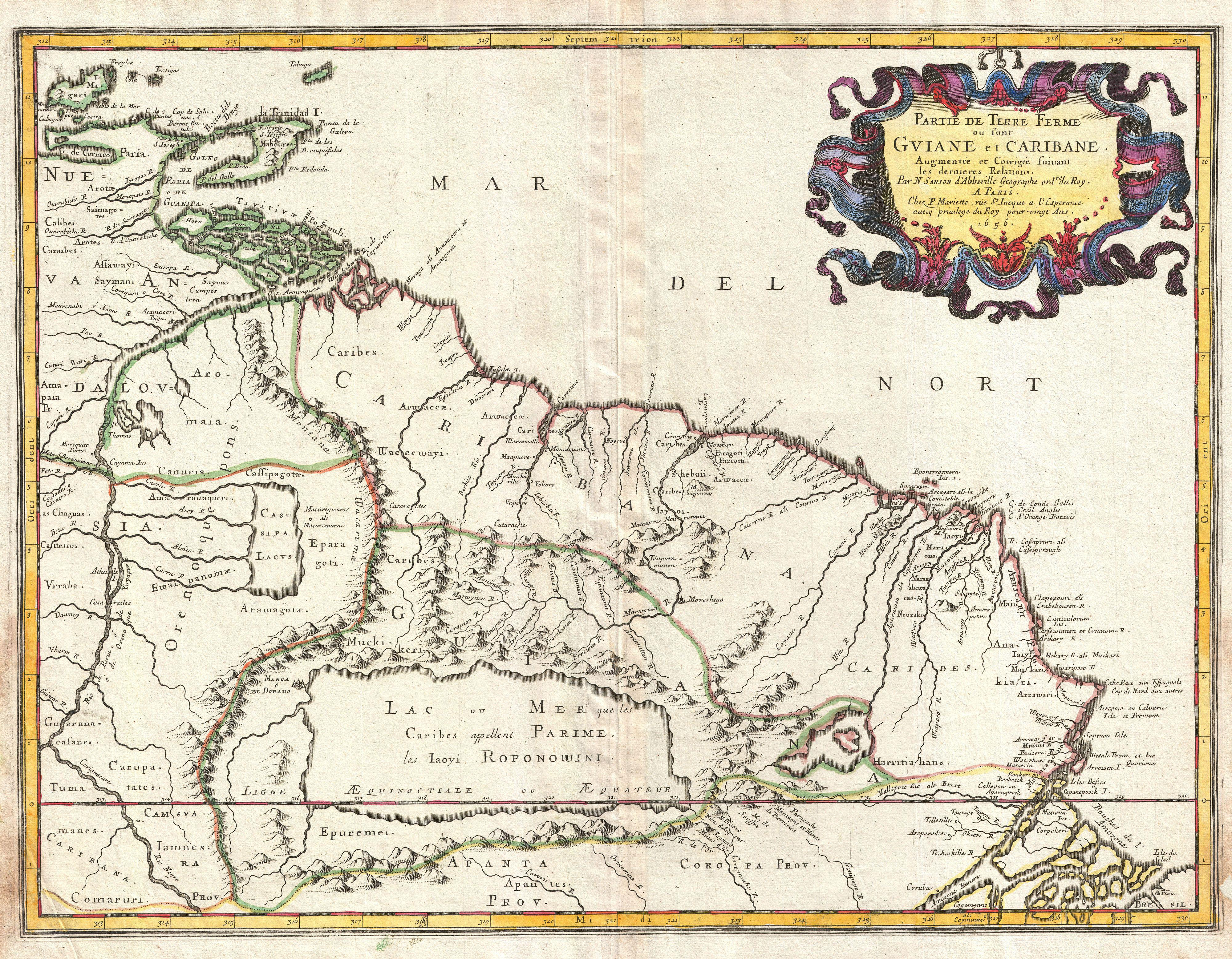
A legenda szerint a Parime nevű tó partján állt egy város, Manoa del Dorado, amelynek házait aranylemezek borították, kövezete pedig drágakövekből állt

Eldorádó (spanyolul: El Dorado, jelentése: a bearanyozott) mitikus ország Dél-Amerikában, amelyet az európai konkvisztádorok és kalandorok az őslakosok elbeszélései szerint Dél-Amerika különböző részein, kolumbiai hegyvidéken, továbbá az Amazonas és Orinoco közti vidéken, főképpen annak keleti részében, Guyana határain, az Ojapock forrása körül kerestek. Egy legenda szerint egy Parime nevű tó partjain áll egy város, Manoa del Dorado, amelynek házait aranylemezek borítják, kövezete pedig drágakövekből áll; ide menekültek az inkák utódai, akik mindennap friss aranyporral hintették be testüket és színaranyból készült palotában laktak. Más történet alapján a muiszkák – bőségesen lévén aranyforrásokban – a királyukat aranyporral kenték be és el Dorádóvá, vagyis bearanyozottá változtatták, valamint aranytárgyakat szórtak a szentnek tartott Guatavita-tóba is.
A legendákat többek közt valószínűleg Francisco de Orellana spanyol hajós terjesztette el. Hatásukra rengeteg kalandor indult Dél-Amerikába, így például Philipp von Hutten, Sir Walter Raleigh és Gonzalo Jiménez de Quesada.
A Kolumbusz előtti népek díszítésre és vallási szertartásokon használták fel az aranyat, ugyanis ők is felismerték ennek a nem oxidálódó fémnek az értékét. A bennszülöttek, amikor ráébredtek a hódítók aranyéhségére, sokszor hamis helyszíneket adtak meg, hogy az idegeneket minél messzebb küldjék tőlük, és azok más tájakon kezdjenek kutakodni.
A 20. században Leonard Clark amerikai kutató járta be az Amazonas-medence perui részét az inkák aranyvárosait keresve. Útjáról, fontos eredményeiről a nagy sikerű, magyarul is megjelent A folyók keletre tartanak című könyvében számolt be.
Ma a kolumbiai Bogotá Arany Múzeumában (Museo del Oro) a prekolumbián civilizációk aranytárgyainak hatalmas gyűjteménye található. Bár a régi civilizációk messzemenően több ilyen tárgyat készítettek, de a spanyol hódítók a megszerzett alkotások többségét beolvasztották, aranyrudakba öntötték, és Spanyolországba küldték.